# 北比奇 (馬里蘭州)
北比奇（英語：North Beach）是一個位於美國馬里蘭州卡爾弗特縣的市鎮。

## 人口
根據2020年美國人口普查的數據，北比奇的面積為0.89平方千米，當中陸地面積為0.85平方千米，而水域面積為0.04平方千米。當地共有人口2146人，而人口密度為每平方千米2,411人。